# Ceres (Piemont)
Ceres (piemontesisch Céres, frankoprovenzalisch Sèress, französisch Cérès) ist eine Gemeinde in der italienischen Metropolitanstadt Turin (TO), Region Piemont.

## Lage und Einwohner
Die Gemeinde ist Hauptort der Berggemeinden-Verbandes Comunità montana Valli di Lanzo, Ceronda e Casternone. Das Gemeindegebiet umfasst eine Fläche von 27 km² und hat 1007 Einwohner (Stand 31. Dezember 2023). In Ceres befindet sich die Endstation der Bahnstrecke Turin–Ceres. Auf der Provinzstraße sind es etwa 45 km in das südöstlich gelegene Turin.
Die Nachbargemeinden sind Groscavallo, Chialamberto, Cantoira, Monastero di Lanzo, Ala di Stura, Mezzenile und Pessinetto.

## Bahnstrecke
Die Bahnstrecke von Turin-Ceres ist sowohl für den Tourismus als auch für die Verbindungen mit der Hauptstadt von großer Bedeutung. Die Strecke hat Abschnitte mit einer maximalen Steigung von 35 ‰, Kurven mit einem Radius von 200 Metern und eine Gesamtlänge von ca. 44 km. Darüber hinaus war sie 1920 die erste Eisenbahn der Welt, die elektrische Hochspannungs-Gleichstrom mit 4000 V einführte.
Charakteristisch für die Strecke Turin-Ceres ist, dass alle Bahnhöfe auf der Bergstrecke von Lanzo nach Ceres im Schweizer Chalet-Stil gebaut sind, mit rechteckigem Grundriss, Warteräumen erster und zweiter Klasse und Unterkünften für den Hausmeister. Eine weitere Besonderheit der Strecke ist das Viadukt mit einer einzigen Spannweite von 50 Metern auf der Stura della Val Grande in Ceres.
Der Bergabschnitt der historischen Valli-di-Lanzo-Linie wurde aufgrund der Schäden durch die Überschwemmung von 1993 unterbrochen. Im Dezember 2006 kehrte der Zug schließlich auf einer komplett renovierten Bahnstrecke nach Ceres zurück.
Derzeit ist der Bahnverkehr vom Bahnhof Venaria Reale nach Ceres wieder aufgenommen und wartet auf den Abschluss der notwendigen Arbeiten zur Anbindung der aktuellen Strecke an den Rest des Turiner Stadtbahnverkehrs.

## Fotogalerie

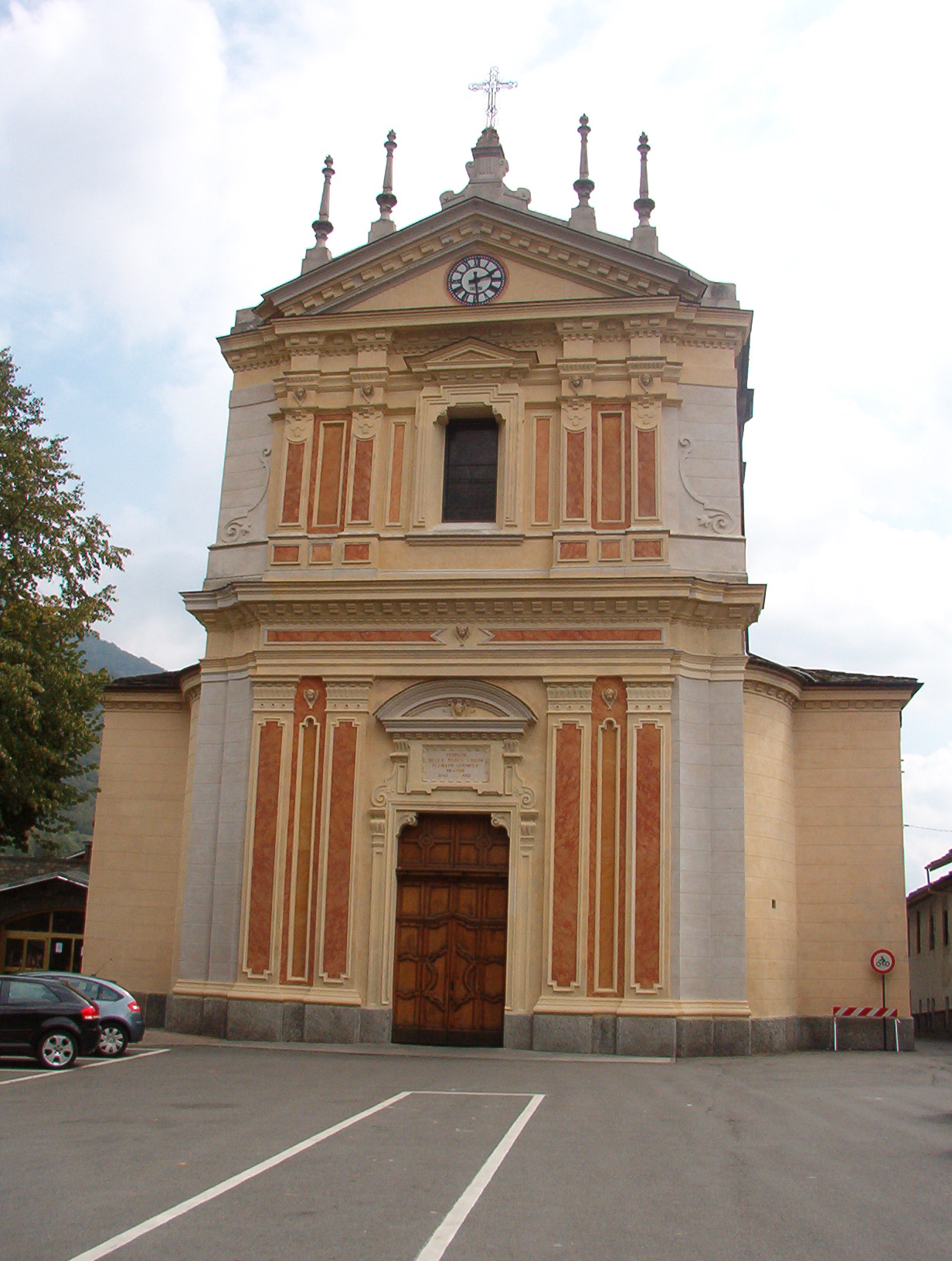
Kirche Mariä Himmelfahrt
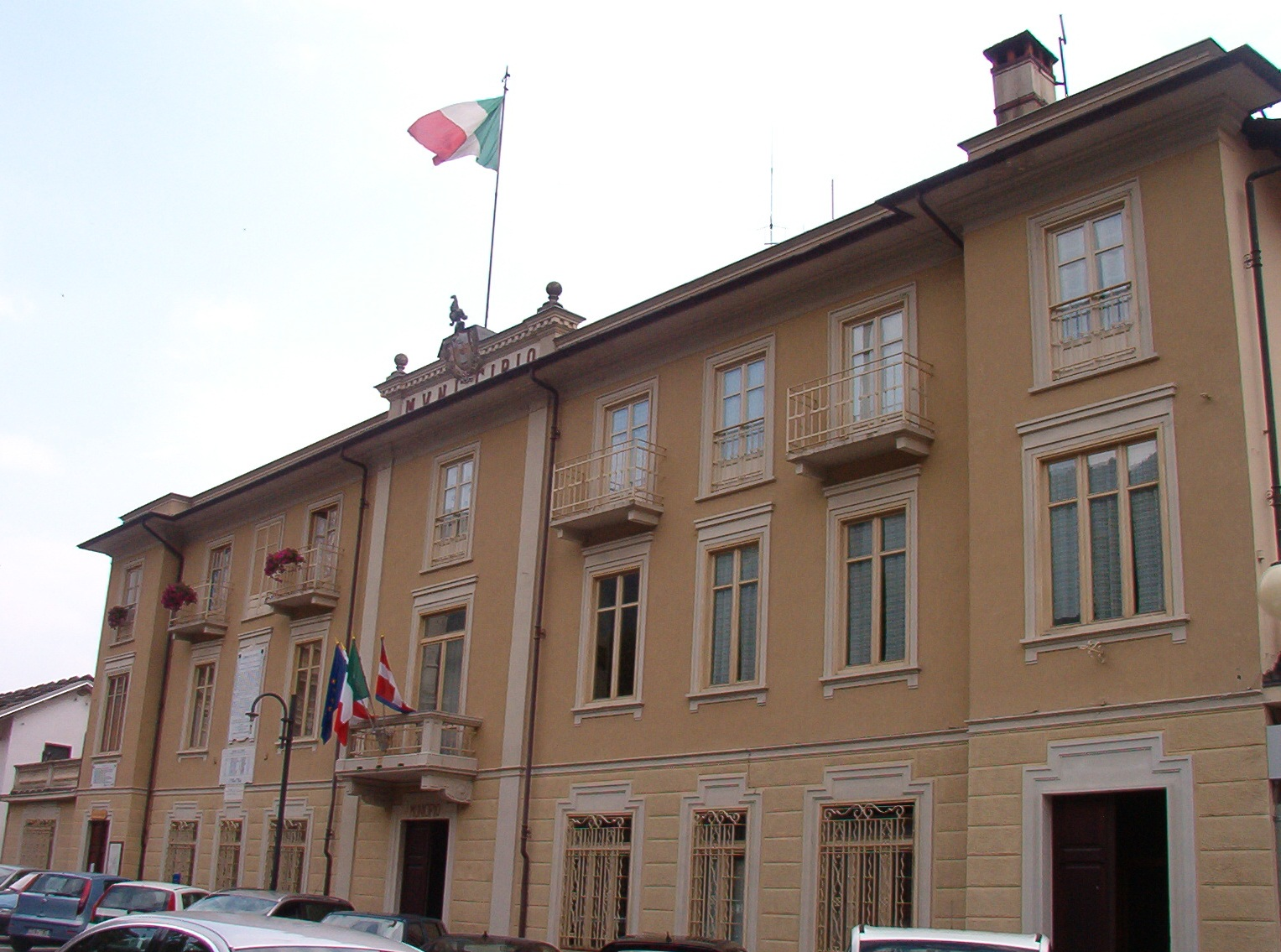
Rathaus von Ceres
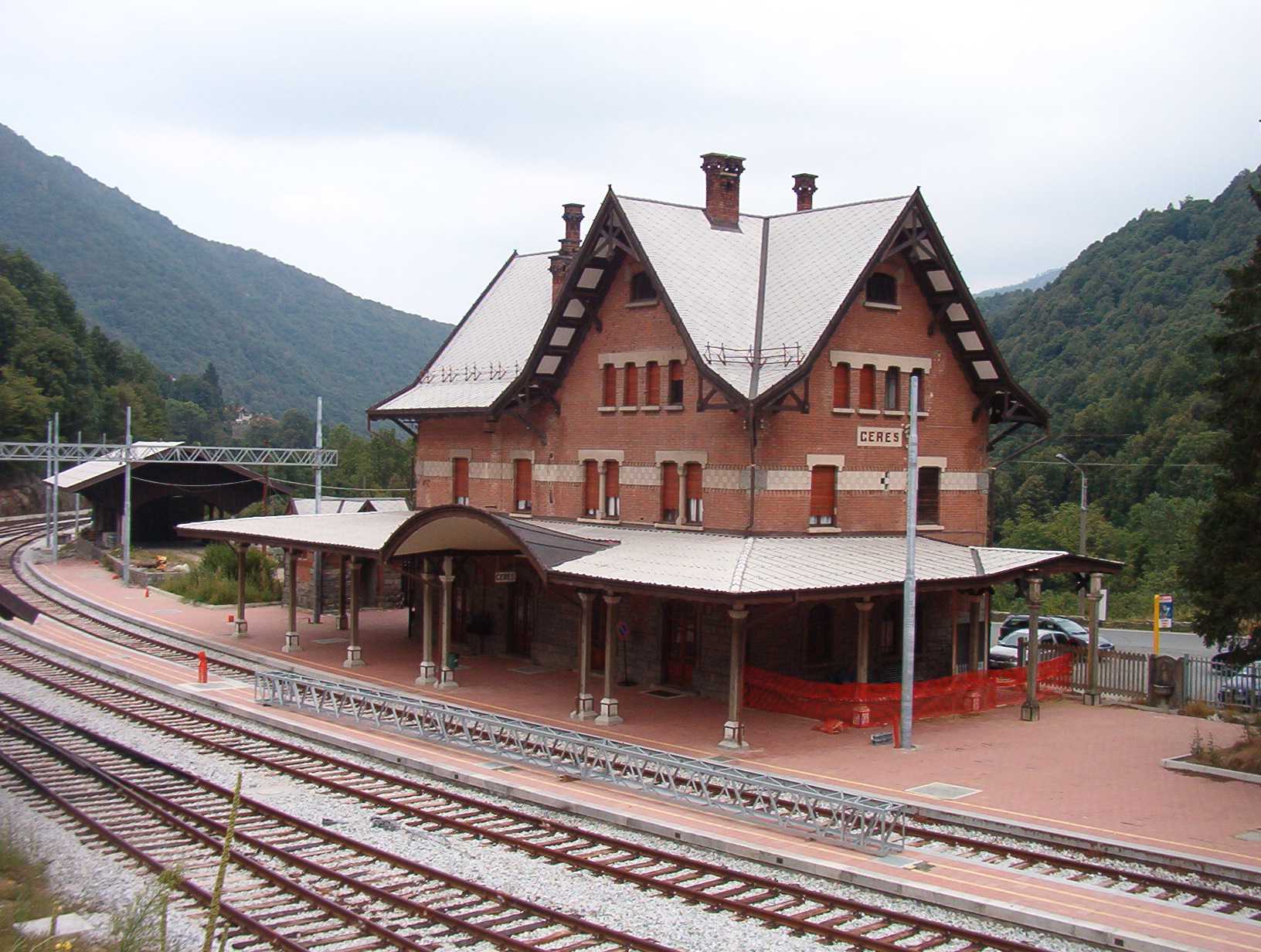
Bahnhof in Ceres
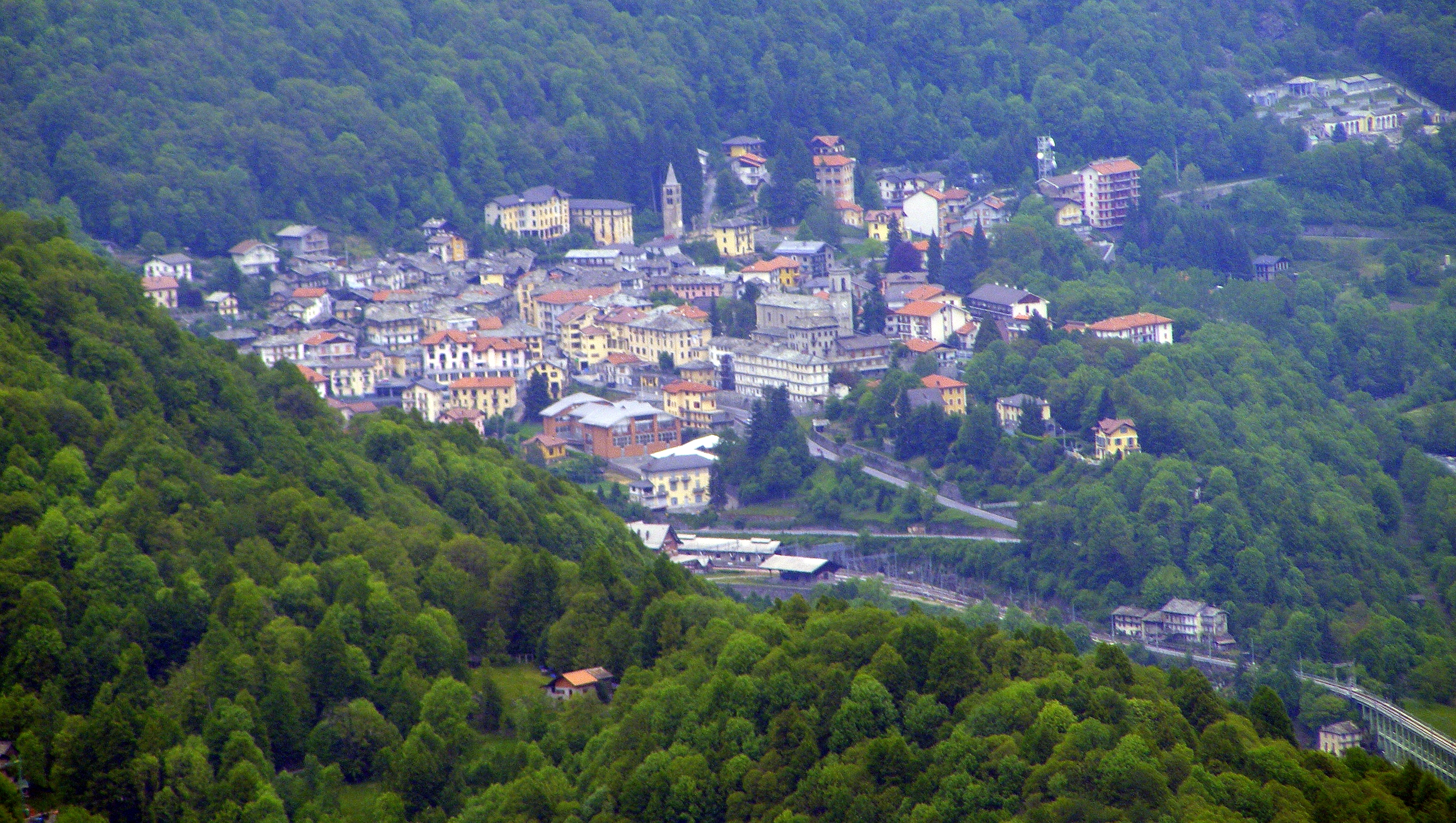
Blick auf die Gemeinde Ceres